# Efrem Milanese
Efrem Milanese (Fossalta di Portogruaro, 9 marzo 1923 – Milano, 31 ottobre 2011) è stato un calciatore italiano, di ruolo portiere.

## Carriera
Giocò in Serie A con il Milan, nel quale fu titolare per buona parte della stagione 1948-1949, prendendo il posto di Giovanni Rossetti, mentre all'inizio di quella seguente dovette cedere il posto a Lorenzo Buffon.